# Тагет (грчка митологија)
Тагет је у грчкој митологији било име више личности, а то је име личности и из етрурске митологије. 

## Митологија
- Таулантов син који се борио у Персејевој војсци против Ејета и погинуо.[1]
- Агеноров брат кога је убио Хипсеј у рату „седморице против Тебе“.[1]